# タルヤ・ハロネン
タルヤ・カーリナ・ハロネン（Tarja Kaarina Halonen [tɑrjɑ kɑːrinɑ hɑlonen] ( 音声ファイル)、1943年12月24日 - ）は、フィンランド共和国の政治家。2000年より12年間、同国初の女性大統領（2期）を務めた。「ムーミンママ」のあだ名がある。
政治家となる前は、労働弁護士として活動した。1969年から1970年にかけてフィンランド全国学生連合の社会問題担当書記と総書記をつとめ、1970年から1979年にかけてフィンランド労働組合中央機関の弁護士になった。1974年から1975年に首相の国会担当秘書官をつとめ、1977年から1996年にはヘルシンキ市議会議員になった。
1979年にフィンランド社会民主党の国会議員として選出され、社会問題委員会議長（1984 - 1987年）、法務委員会副議長（1991 - 1995年）、国会大委員会議長（1995年）を歴任した。大臣職では、社会・保健大臣（1987 - 1990年）、法務大臣（1990 - 1991年）、北欧諸国協力大臣（1989 - 1991年）および男女平等担当大臣（1989 - 1991年）を歴任した。
マルッティ・アハティサーリ大統領とエスコ・アホ首相の時代だった1995年から2000年にかけては、外務大臣として大統領と共に平和外交を行った。平和外交は当時のフィンランドの方針でもあり、世界の紛争解決に積極的に関わって自国の安全保障につなげることを目的とした。ハロネンは国会議員時代から欧州連合（EU）を重視し、1991年から1995年の欧州議会フィンランド代表団では副議長をつとめた。1997年の欧州閣僚理事会では議長国だったフィンランドの外務大臣として積極的な役割を果たした。
ハロネンはアハティサーリの路線の後継者として大統領選に当選し、2001年には支持率70%を得た。フィンランドでは新憲法が1999年に成立し、ハロネン大統領下の2000年3月に施行された。大統領の権限は1980年以降から徐々に縮小されており、新憲法では最終決定権は議会にあることが明記され、大統領の拒否権はなくなった。2003年の総選挙ではフィンランド中央党が勝利して党首のアンネリ・ヤーテンマキがフィンランド初の女性首相になり、大統領と首相がともに女性という点で注目された。

## 経歴
- 1968年にヘルシンキ大学を卒業し、法学修士を取得
- 1979年に国会（エドゥスクンタ）議員に初当選。
- 1987年に社会・保健大臣（ - 1990年）
- 1990年に法務大臣に就任（ - 1991年）
- 1995年に外務大臣に就任（ - 2000年、リッポネン内閣）
- 2000年に行われた大統領選挙では社会民主党から立候補し、外務大臣としての実績を生かし、同年2月6日に行われた決選投票の結果、中央党エスコ・アホ前首相を破りフィンランド初の女性大統領となった。
- 2004年10月、来日。
- 2006年1月15日7人が立候補した大統領選挙第1回投票が行われたが、過半数を獲得できず、29日の決選投票でサウリ・ニーニスト（右派、国民連合）を破り再選を決めた。ハロネンは軍事同盟の北大西洋条約機構（NATO）に非加盟を主張していた。
- 2012年3月1日、大統領を退任する[8]。

- 左からフィンランドのマリ・キビニエミ首相、ロシアのドミートリー・メドヴェージェフ首相、ハロネン（2010年7月21日）
- アイルランドのメアリー・ロビンソン元大統領と（2012年4月23日）
- ハロネン（2021年8月13日）

## その他
- 演劇、美術史、リトミック体操に関心がある。演劇関係の役職をつとめた経験があり、自ら絵画をたしなむ。また、フィンランド体操・フィットネス協会の理事をつとめた経験がある[1]。
- 大統領就任当時はシングルマザーであり、ペンッティ・アラヤルヴィと事実婚関係にあり、その後結婚した。私生活では周囲やメディアを気にしないスタイルをとった[9]。
- アメリカ合衆国のテレビ司会者コナン・オブライエンは、ハロネンに風貌が似ていることをしばしばネタにしている（コナンの番組『レイト・ナイト・ウィズ・コナン・オブライエン』はフィンランド国内でも放送され、非常に人気が高い）。コナンがこのことを番組内でネタにし始めてまもなく、2006年1月にハロネンは大統領に再選された。コナンはネタとして番組内でハロネンを支持したが、再選への影響は不明である。その後、コナンがトリノ冬季五輪による番組休止期間中の2006年2月にフィンランドを訪れ、大統領と15分間会談を行った。その際、ハロネンもコナンと似ていることを認め、コナンの子供のためにムーミン人形をプレゼントした。これらの模様も後日（2006年3月10日）『レイト・ナイト〜』の中で放送された[10]。
- 日本では、お笑いコンビのハリセンボンの近藤春菜に似ていることが、駐日フィンランド大使館のツイッターで発信された[11]。